# Matshelagabedi
Matshelagabedi est une ville du Botswana.